# Păușești (Vâlcea)
Păuşeşti é uma comuna romena localizada no distrito de Vâlcea, na região de Oltênia. A comuna possui uma área de 21.75 km² e sua população era de 2924 habitantes segundo o censo de 2007.

A comuna está localizada no centro do condado, a 4 km da cidade termal de Băile Govora, a 20 km da cidade de Horezu e a 30 km da capital do condado, Râmnicu Vâlcea. É atravessada de norte a sul pelo rio Otăsău. Păușești faz fronteira com as comunas de Pietrari e Stoenești ao norte, Frâncești ao sul, Băile Govora ao leste e Tomșani ao oeste.